# Никонов, Юрий Иванович
Юрий Иванович Никонов (Пустой шаблон {{ВД-Преамбула}} ) — советский хоккеист, нападающий. Мастер спорта СССР.

## Биография
Воспитанник СК ЧИМЭСХ. Выступал за челябинские клубы «Урожай» / «Буревестник» (1957/58 — 1961/62, 1965/66) и «Трактор» (1962/63 — 1963/64). В чемпионате СССР провёл 4 сезона (1957/58, 1926/63 — 1964/65).